# Diada de Sant Fèlix 2022
La diada castellera de Sant Fèlix del 2022 tingué lloc el dimarts 30 d'agost del 2022 a la plaça de la Vila de Vilafranca del Penedès, en el marc de la Festa Major de Vilafranca del Penedès. Les quatre colles participants van ser els Castellers de Vilafranca, la Colla Joves Xiquets de Valls, els Minyons de Terrassa i la Colla Vella dels Xiquets de Valls.
Va ser una diada molt esperada per tenir lloc després de dos anys (2020 i 2021) en què no s'havia fet per culpa de la pandèmia de COVID-19.

## Resultats
Es van descarregar 2 castells de gamma extra i se'n van carregar 5 més. Van ser uns resultats molt bons per unes colles que venien amb molts dubtes després de dos anys d'aturada pandèmica.
| Resultat              |
| --------------------- |
| Descarregat (D)       |
| Carregat (C)          |
| Intent (I)            |
| Intent desmuntat (ID) |

Llegenda: f: amb folre, fm: amb folre i manilles, sf: sense folre
| Ordre | Colla                             | 1a ronda   | 2a ronda | 3a ronda  | Repetició | Pilars de mèrit |
| ----- | --------------------------------- | ---------- | -------- | --------- | --------- | --------------- |
| 1a    | Castellers de Vilafranca          | 3d10fm (c) | 5d9f     | 2d9fm (c) |           | P8fm            |
| 2a    | Colla Joves dels Xiquets de Valls | 3d9f       | 5d9f (c) | 4d9f (id) | 4d9f      | P8fm (c)        |
| 3a    | Minyons de Terrassa               | 3d9f       | 4d9f     | 5d8       |           |                 |
| 4a    | Colla Vella dels Xiquets de Valls | 2d9fm (i)  | 3d9f     | 2d8sf (c) | 4d9f      | P7f             |

### Per castell
La següent taula mostra l'estadística dels castells que es van intentar a la diada. Els pilars de mèrit (Pilar de 6 o superior) també estan computats en aquesta taula. Els castells apareixen ordenats, de major a menor dificultat, segons la Taula de Puntuació del XXVIII Concurs de Castells de Tarragona.
| Castell                         | Descarregat | Carregat | Intent | Intent desmuntat | Total |
| ------------------------------- | ----------- | -------- | ------ | ---------------- | ----- |
| 3 de 10 amb folre i manilles    | —           | 1        | —      | —                | 1     |
| 2 de 8 sense folre              | —           | 1        | —      | —                | 1     |
| 5 de 9 amb folre                | 1           | 1        | —      | —                | 2     |
| Pilar de 8 amb folre i manilles | 1           | 1        | —      | —                | 2     |
| 2 de 9 amb folre i manilles     | —           | 1        | 1      | —                | 2     |
| 3 de 9 amb folre                | 3           | —        | —      | —                | 3     |
| 4 de 9 amb folre                | 3           | —        | —      | 1                | 4     |
| 5 de 8                          | 1           | —        | —      | —                | 1     |
| Pilar de 7 amb folre            | 1           | —        | —      | —                | 1     |
| Total                           | 10          | 5        | 1      | 1                | 17    |
| Percentatge                     | 58,8%       | 29,4%    | 5,9%   | 5,9%             | 100%  |

### Per colla
La següent taula mostra els castells i pilars de mèrit intentats per cadascuna de les colles amb relació a la dificultat que tenen, ordenats de major a menor dificultat.
| Colla                             | 3d10fm | 2d8sf | 5d9f | P8fm | 2d9fm | 3d9f | 4d9f  | 5d8 | P7f |
| --------------------------------- | ------ | ----- | ---- | ---- | ----- | ---- | ----- | --- | --- |
| Castellers de Vilafranca          | C      |       | D    | D    | C     |      |       |     |     |
| Colla Vella dels Xiquets de Valls |        | C     |      |      | I     | D    | D     |     | D   |
| Colla Joves Xiquets de Valls      |        |       | C    | C    |       | D    | ID, D |     |     |
| Minyons de Terrassa               |        |       |      |      |       | D    | D     | D   |     |